# آنتونی گولزر
آنتونی گولزر (انگلیسی: Anthony Goelzer؛ زادهٔ ۱۲ سپتامبر ۱۹۹۸) بازیکن فوتبال است.
از باشگاه‌هایی که در آن بازی کرده‌است می‌توان به باشگاه فوتبال والنسین اشاره کرد.